# Hương Lâm, Hiệp Hòa
Hương Lâm là một xã thuộc huyện Hiệp Hòa, tỉnh Bắc Giang, Việt Nam.

## Địa lý
Xã Hương Lâm có vị trí địa lý:
- Phía đông giáp thị trấn Bắc Lý và xã Châu Minh
- Phía tây giáp xã Xuân Cẩm và thành phố Hà Nội
- Phía nam giáp xã Châu Minh và xã Mai Đình
- Phía bắc giáp xã Xuân Cẩm.

Xã Hương Lâm có diện tích 12,76 km², dân số năm 2023 là 16.262 người, mật độ dân số đạt 1.274 người/km².

## Hành chính
Xã Hương Lâm được chia thành 8 thôn: Đồng Công, Đông Lâm, Hạc Lâm, Hương Câu, Nga Trại, Nội Hương, Phúc Ninh, Tiên Sơn.

## Văn hóa

### Đình Nội Hương
Đình Nội Hương là Di tích Lịch sử - Văn hóa thờ các vị tướng thời Đinh có công giúp Đinh Bộ Lĩnh đánh dẹp 12 sứ quân là: Đương Giang Đại Vương, Linh Giang Thiên Thánh, Hồng Thánh Linh Thông và Linh Quang hiển thánh.